# Rainhas do Império Neoassírio

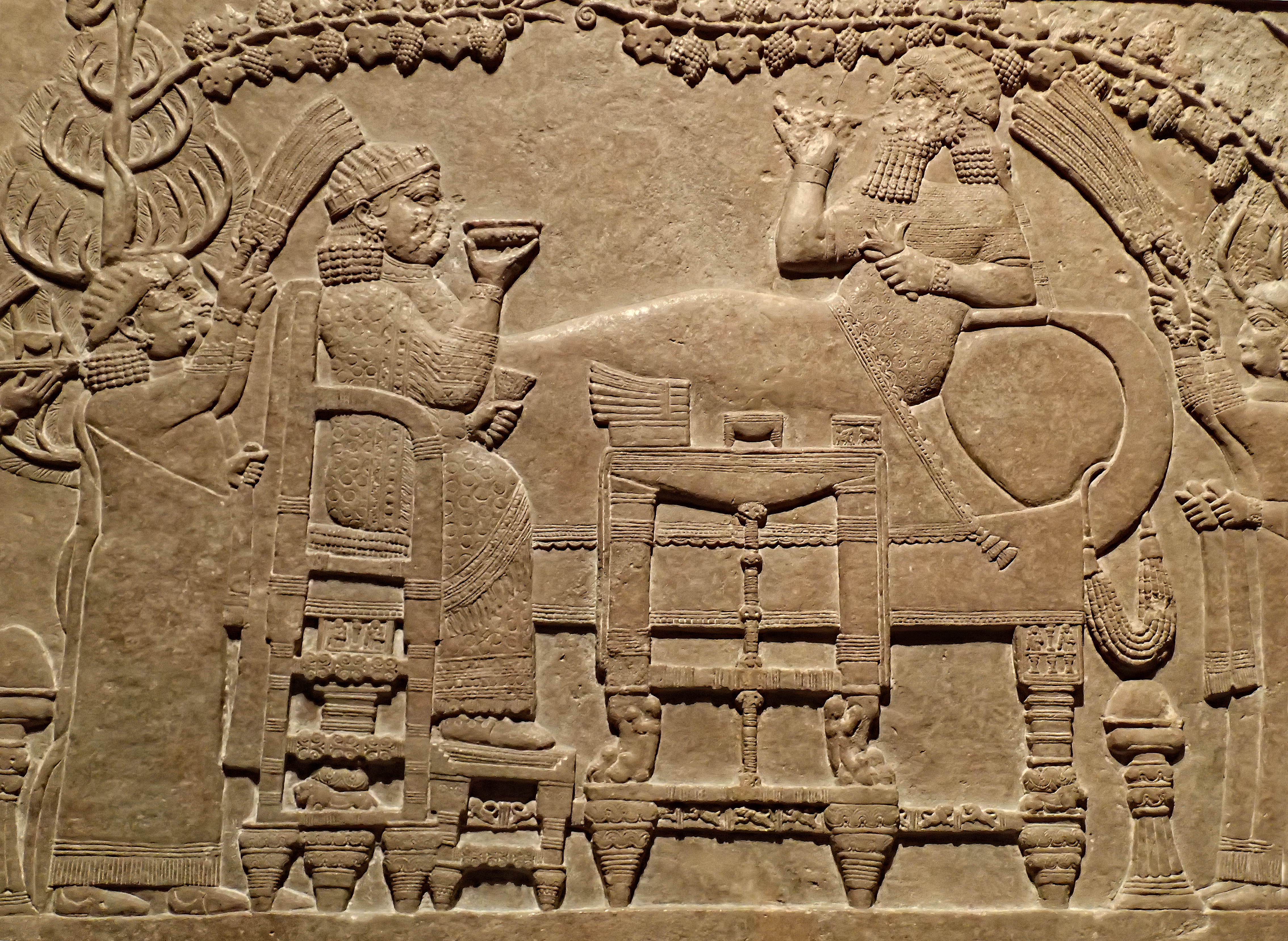
Relevo assírio de Nínive, representando a rainha neoassíria Libali-Sarrate (esquerda) jantando com seu marido, o rei Assurbanípal (direita; r. 669–)

A rainha (assírio: issi ekalli ou sēgallu, lit. 'Mulher do Palácio') do Império Neoassírio era a consorte do rei neoassírio. Embora as rainhas obtivessem seu poder e influência por meio de sua associação com o marido, elas não eram peões sem poder político. As rainhas supervisionavam suas próprias finanças, muitas vezes consideráveis, e possuíam vastas propriedades em todo o império. Para supervisionar seus bens, as rainhas empregaram uma grande equipe administrativa chefiada por um conjunto de administradoras chamadas šakintu. Entre os deveres das rainhas estavam as responsabilidades religiosas e a supervisão de partes dos palácios reais; seu papel como "governantes do reino doméstico" é refletido em seu título como "Mulheres do Palácio". O poder e a influência das rainhas aumentaram ainda mais sob a dinastia sargônida (722-609 a.C.), quando elas aparecem com mais frequência em obras de arte e grandes unidades militares diretamente subservientes à rainha foram criadas.
A mais famosa e poderosa rainha neoassíria foi Samuramate, que por um tempo pode ter servido como regente de seu filho Adadenirari III após a morte de seu marido Samsiadade V em 811 a.C. Samuramate também é registrada por ter acompanhado seu filho em campanhas militares. Os túmulos e restos mortais de numerosas rainhas foram encontrados através de escavações dos túmulos das rainhas em Ninrude, o que deu uma visão considerável de suas vidas, bem como seus trajes e regalia.

## Status e função

### Título e símbolo da rainha

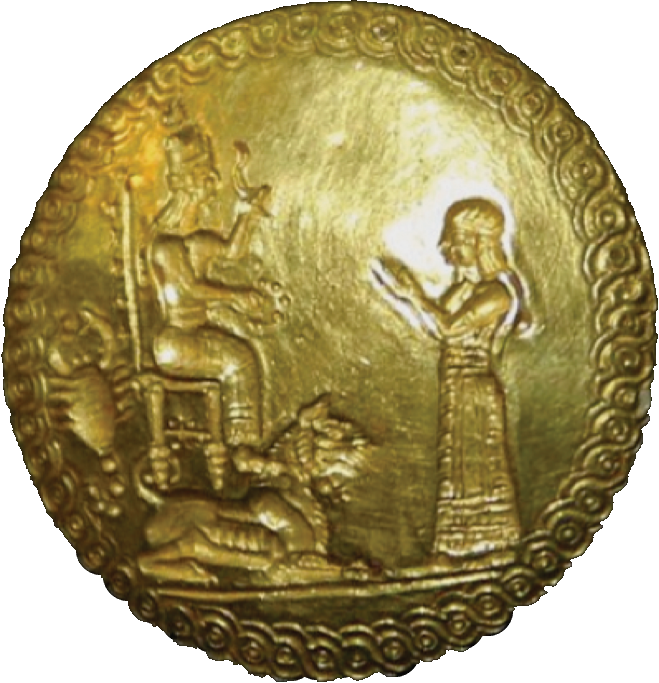
Selo de Hama, a rainha de Salmanaser IV. Ela é retratada (à direita) em reverência diante de uma deusa (à esquerda). Observe o símbolo do escorpião atrás da deusa, um símbolo comumente usado para rainhas.

O termo cuneiforme acádio usado para designar a rainha no Império Neoassírio era mí.é.gal, munus.é.gal ou mí.kur, que seria traduzido em assírio como issi ekalli, que significa literalmente "Mulher do Palácio". O termo também poderia ser abreviado para sēgallu, com o mesmo significado. Os historiadores modernos reconhecem as "Mulheres do Palácio" neoassírias como rainhas, embora isso divirja da antiga terminologia assíria. A versão feminina da palavra para "rei" (šarru) era šarratu, mas este termo só era aplicado a deusas e rainhas de nações estrangeiras que governavam por direito próprio. Como as consortes assírias não governavam a si mesmas, os assírios não se referiam a elas como šarratu. A diferença na terminologia não significa necessariamente que as rainhas estrangeiras, que muitas vezes governavam territórios significativamente menores do que o Império Neoassírio, eram vistas como tendo um status mais alto do que as rainhas assírias. Ainda assim, um punhado de historiadores modernos, como Sarah C. Melville, preferem designar as rainhas assírias simplesmente como "esposas" ou "consortes". O título de "Mulher do Palácio" foi uma nova invenção do período neoassírio; no Império Assírio Médio, que precedeu diretamente o Império Neoassírio, as rainhas foram designadas como aššat šarre ("Esposa do Rei").
À medida que o período neoassírio avançava, mais títulos foram introduzidos para mulheres reais, talvez em resposta a situações confusas que poderiam surgir em relação ao que ex-rainhas e esposas de outros membros da família real deveriam ser chamadas. Sob Sargão II (r. 722–705 a.C.), o título bēlat bēti ("Senhora da Casa") foi introduzido para a esposa do príncipe herdeiro. O título ummi šari ("Mãe do Rei") é atestado primeiro sob o sucessor de Sargão Senaqueribe (r. 705–681 a.C.), e pode ser melhor entendido como equivalente à posição de rainha mãe, ou seja, uma ex-rainha que também era a mãe do atual rei. O ummi šari poderia manter uma posição de destaque por toda a vida; Naquia, esposa de Senaqueribe e mãe de seu sucessor Assaradão (r. 681–669 a.C.), ainda era atestada com o título de ummi šari no reinado de seu neto Assurbanípal (r. 669–631 a.C.), apesar de não ser mais a mãe do rei reinante.
Um símbolo frequentemente usado, aparentemente o símbolo real das próprias rainhas, que era usado em documentos e em objetos para designar as rainhas era um escorpião. Na arte mesopotâmica, os escorpiões estavam intimamente ligados à fertilidade e são conhecidos nas obras de arte como um símbolo religioso desde os tempos pré-históricos. Outra associação possível era que o símbolo do escorpião representava a rainha como uma mãe feroz e ideal; o termo para um escorpião feminino era tārit zuqaqīpi (lit. 'ela que pega o escorpião'), intimamente relacionado ao termo tarû ("surgir, pegar", também usado no significado de "criança-enfermeira" ou "babá").

### Posição e poder

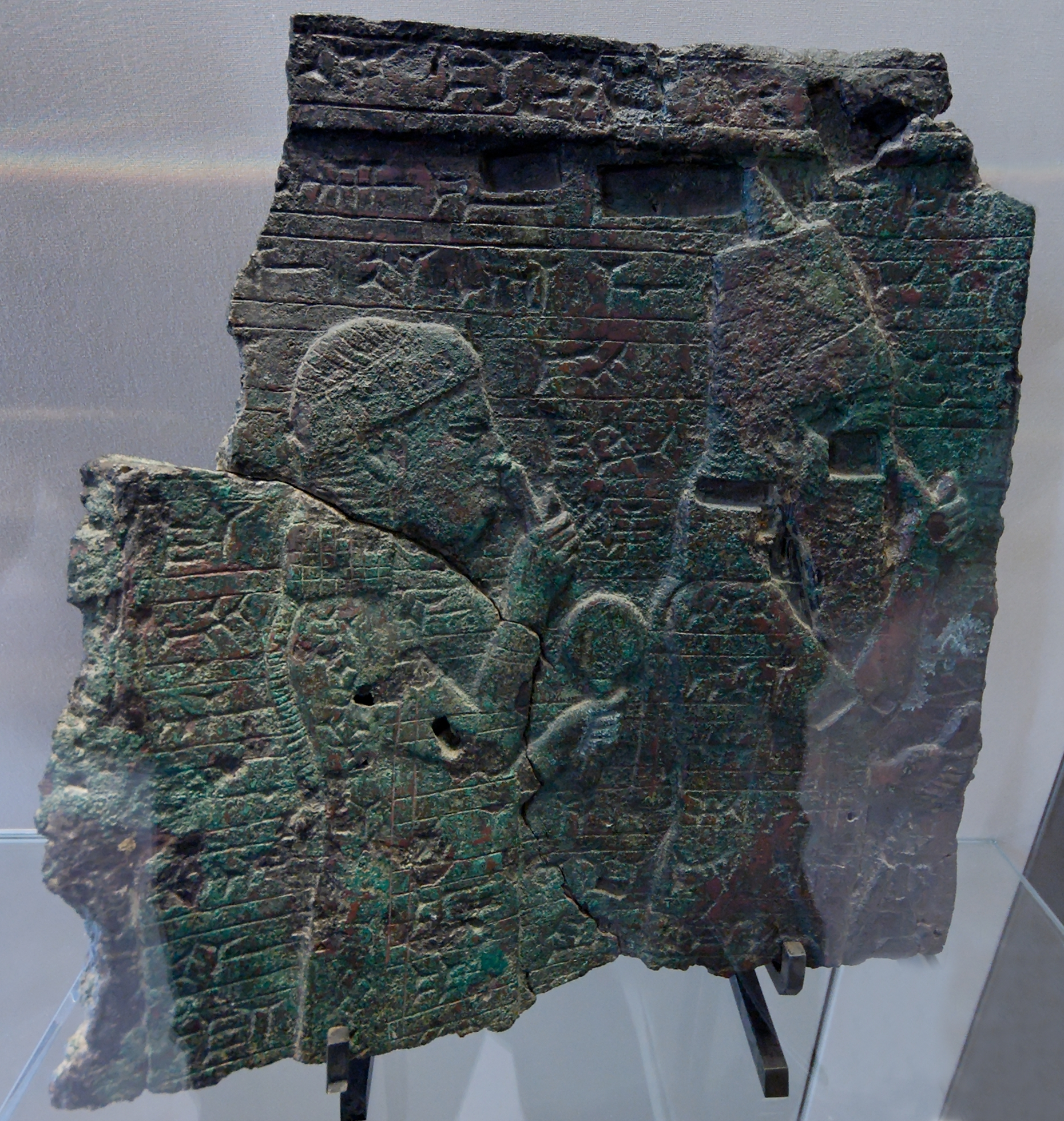
Relevo representando Assaradão (r. 681—669 a.C.; direita) e sua mãe Naquia (esquerda)

Embora as rainhas, como todos os outros membros femininos e masculinos da corte real, derivassem seu poder e influência de sua associação com o rei, elas não eram peões sem poder político. As rainhas tinham sua própria opinião nos assuntos financeiros e, embora idealmente deveriam produzir um herdeiro ao trono, elas também tinham vários outros deveres e responsabilidades, muitas vezes em níveis muito altos do governo. As rainhas neoassírias são registradas como envolvidas na organização de atividades religiosas, como rituais, e por terem apoiado os templos financeiramente e dedicado presentes aos deuses. Também é claro que elas desempenharam um papel na tomada de decisões políticas. As rainhas conquistavam o respeito de vários funcionários de alto escalão e tinham seus próprios recursos financeiros consideráveis, evidenciados não apenas pelos textos sobreviventes sobre sua casa e atividades, mas também pelos tesouros descobertos em seus túmulos. É claro que as rainhas eram proeminentes na sociedade assíria, pois há ampla evidência de que os reis lhes davam um reconhecimento especial. Senaqueribe em inscrições sobre a construção de palácios em Nínive descreveu publicamente sua rainha Tasmetu-Sarrate como sua "amada esposa, cujas feições [a deusa] Belit-ili tornou perfeita acima de todas as mulheres". Quando a esposa de Assaradão, Esar-Hamate, morreu, ele construiu um grande mausoléu em sua homenagem.
As rainhas empregavam sua própria equipe extensa e a unidade administrativa de suas famílias era parte integrante da administração do império até sua queda. A casa da rainha possuía extensas áreas de terra e muitos escritórios em todo o Império Neoassírio e empregava centenas de pessoas. A equipe da rainha era chefiada por um conjunto de administradoras, intituladas šakintu, que tinham recursos consideráveis e suas próprias grandes equipes. É provável que o šakintu administrasse as propriedades provinciais das rainhas de forma relativamente autônoma. Entre os funcionários do šakintu havia homens e mulheres, com cargos como gerentes de aldeias, supervisores de palácios, padeiros-chefes e tesoureiros, além de trabalhadores como tecelões, pastores e coureiros. É possível que o principal empreendimento das muitas explorações fosse a produção têxtil, destinada a fornecer têxteis tanto para o palácio real da capital como para fins comerciais. No reinado de Sargão II, foram criadas unidades militares subservientes à rainha. Talvez preocupado com a autoridade do Turtanu (comandante em chefe), Sargão também dividiu esse cargo em dois, sendo um Turtanu designado para as forças da rainha. Sob os últimos reis da dinastia sargônida, as tropas atribuídas à rainha tornaram-se mais numerosas e diversificadas; não se limitava simplesmente aos guarda-costas; entre as tropas da rainha estavam coortes de infantaria, carruagens e vários comandantes. Algumas das tropas da rainha são atestadas como participando de campanhas militares, o que significa que não eram simplesmente a guarda de honra das rainhas, mas também uma parte do poderio militar do império.

O título "Mulher do Palácio" dá maior ênfase ao papel da rainha em relação ao palácio real do que sua associação com o rei, o que implica que seu papel como "governantes sobre o reino doméstico" era mais importante do que o fato de serem as principais consortes dos reis. Além disso, indicando sua forte associação com o palácio foi que os túmulos das rainhas em Ninrude, contendo os restos mortais de várias rainhas, foram encontrados sob o piso de um dos palácios reais na então capital de Ninrude; as rainhas foram assim enterradas no palácio, não ao lado dos reis nas tumbas reais de Assur, centro religioso e cerimonial da Assíria.

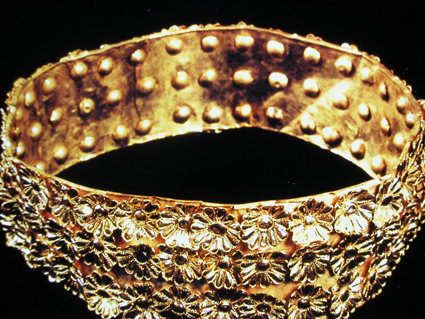
Coroa de ouro encontrada no túmulo das rainhas Iaba, Banitu e Atalia. Esta coroa em particular é evocativa do capacete retratado na arte levantina.

Embora o reinado de Assaradão tenha sido em particular uma época em que as mulheres reais foram capazes de exercer grande poder político, talvez por causa da desconfiança de Assaradão de seus parentes do sexo masculino, havia mulheres poderosas no império antes desse ponto também. A mais poderosa e famosa rainha neoassíria foi Samuramate, esposa de Samsiadade V (r. 824–811 a.C.). Embora as referências a ela sejam escassas desde o reinado de seu marido, Samuramate alcançou uma posição de poder após sua morte e a ascensão de seu filho Adadenirari III (r. 811–783 a.C.). Adadenirari III era muito jovem na época de sua ascensão e um punhado de fontes de seu reinado inicial continuaram a se referir a Samuramate como rainha, talvez sugerindo que ela governava por direito próprio como regente. Uma inscrição em uma pedra de fronteira sugere que a própria Samuramate participou de uma campanha militar com seu filho. Em lendas posteriores, Samuramate foi imortalizada como a lendária rainha Semíramis. A mãe de Assaradão, Naquia, também foi muito poderosa após a morte de Senaqueribe; ela possuía suas próprias residências na maioria das principais cidades assírias, provavelmente era extremamente rica e por vontade própria encomendou um novo palácio para seu filho em Nínive.

### Disputas e questões acadêmicas
Não está claro como exatamente a posição da rainha estava ligada à posição do rei. Embora a rainha na maior parte do tempo tenha sido a consorte do rei, há uma disputa acadêmica sobre se a rainha manteve seu título e status após a morte do rei, ou se o título e a posição foram automática e diretamente transferido para a esposa do rei sucessor. A maioria dos historiadores apoia a ideia de que o título se aplicava apenas à esposa principal do rei reinante, com o título não sendo retido após a morte do rei.
Alguns estudiosos sugeriram, com base em questões de identificação de rainhas em documentos administrativos, que talvez pudesse haver várias mulheres com o título de "Mulheres do Palácio" a qualquer momento. Em 2004, Sarah C. Melville sugeriu que o termo fosse usado de forma diferente dentro e fora do palácio real, existindo apenas uma "Mulher do Palácio" em relação ao império, mas que várias mulheres poderiam carregar o título enquanto estivessem dentro do palácio real. Embora se saiba que os reis assírios tiveram várias esposas, ou pelo menos parceiras, há sérios problemas com a ideia de várias "Mulheres do Palácio". Mais importante ainda, os documentos assírios sempre usam o termo sem qualquer qualificação adicional, o que sugere que se referia inequivocamente à esposa principal do rei. A maioria dos historiadores apoia a ideia de que havia apenas uma "Mulher do Palácio" em um determinado momento. As investigações acadêmicas são dificultadas por não haver nenhuma evidência textual remanescente concreta descrevendo a cerimônia de casamento real, nem listando o número de esposas reais.

## Traje e regalias

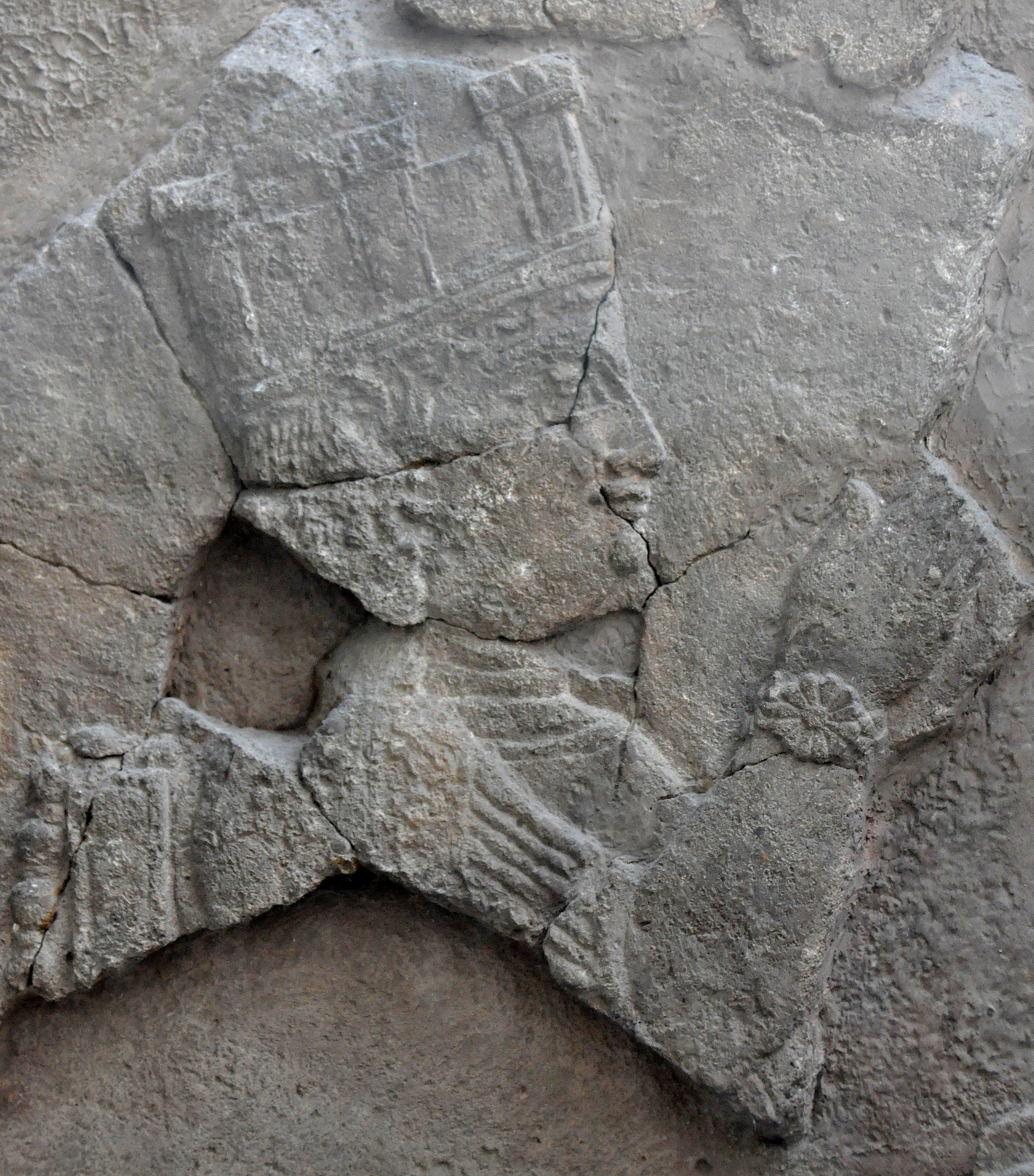
Detalhe de uma estela representando Libali-Sarrate, rainha de Assurbanípal, mostrando-a usando a coroa mural

As rainhas assírias usavam coroas, embora diferissem em aparência das de seus maridos. Sua coroa é normalmente referida pelos estudiosos modernos como a coroa mural, pois incorpora elementos concebidos para evocar uma parede de castelo. Na antiga Assíria, esta coroa era referida como kilīlu ("batalhas"). A coroa, um desenho muito incomum na Mesopotâmia, era uma faixa, bem encaixada na cabeça da rainha, decorada em intervalos regulares com saliências em forma de torre ligeiramente mais altas que o resto da coroa. A coroa mural provavelmente tinha forte valor político e talvez fosse um importante símbolo do poder feminino. As rainhas às vezes são retratadas sem suas coroas em obras de arte, embora isso normalmente ocorra em contextos em que a proteção de uma coroa seria inapropriada, como em imagens religiosas ou cultuais. Em tais contextos, as rainhas podiam usar regalias mais modestas, como uma faixa de cabeça simples.
É provável que o traje real das rainhas tenha sido inspirado na mitologia mesopotâmica; no mito da descida de Istar ao submundo, o traje da deusa Istar é descrito de maneira muito semelhante ao que se conhece do traje das rainhas neoassírias. Dado que Istar era em parte uma deusa da fertilidade, é possível que o vestido, por sua vez, também fizesse referência à fertilidade. A semelhança mais forte com Istar era que a deusa na arte assíria também usava a coroa mural. Isso sugere que a rainha pode ter sido ideologicamente uma imagem de Istar, e que às vezes ela pode ser vista como uma encarnação da deusa.
Os túmulos das rainhas em Ninrude preservam grandes conjuntos de regalias reais. Para rainhas individuais, o conjunto típico incluía um cocar ou coroa, colares, brincos, pulseiras, miçangas, até dez anéis, decorações de ouro, um ou vários selos e um espelho. Os detalhes em todos os objetos diferiam de rainha para rainha, o que indica identidade individual e que elas também estavam vestidas de forma única em vida. Em termos de iconografia, as joias das rainhas incorporavam tanto aspectos da tradição real assíria (como pedra-olhos) quanto elementos derivados de fontes estrangeiras (como ouro, ágata e cornalina; talvez uma expressão da amplitude e domínio do Império Neoassírio. Muitos dos elementos de vestimenta e regalia encontrados na tumba concordam bem com as representações conhecidas de rainhas, como seus brincos e pulseiras, mas também existem discrepâncias com as obras de arte. Mais proeminentemente, nenhuma coroa mural, a indicação artística mais evocativa da realeza, já foi encontrada. Em vez disso, as rainhas enterradas em Ninrude foram enterradas com outros cocares. Talvez a coroa mural não fosse tão central para a realeza quanto as representações artísticas sugeririam ou, alternativamente, a coroa mural pertencia a um "tesouro da coroa" e não fazia parte dos pertences pessoais da rainha e, portanto, não poderia ser colocada em um túmulo.

## Presença na arte

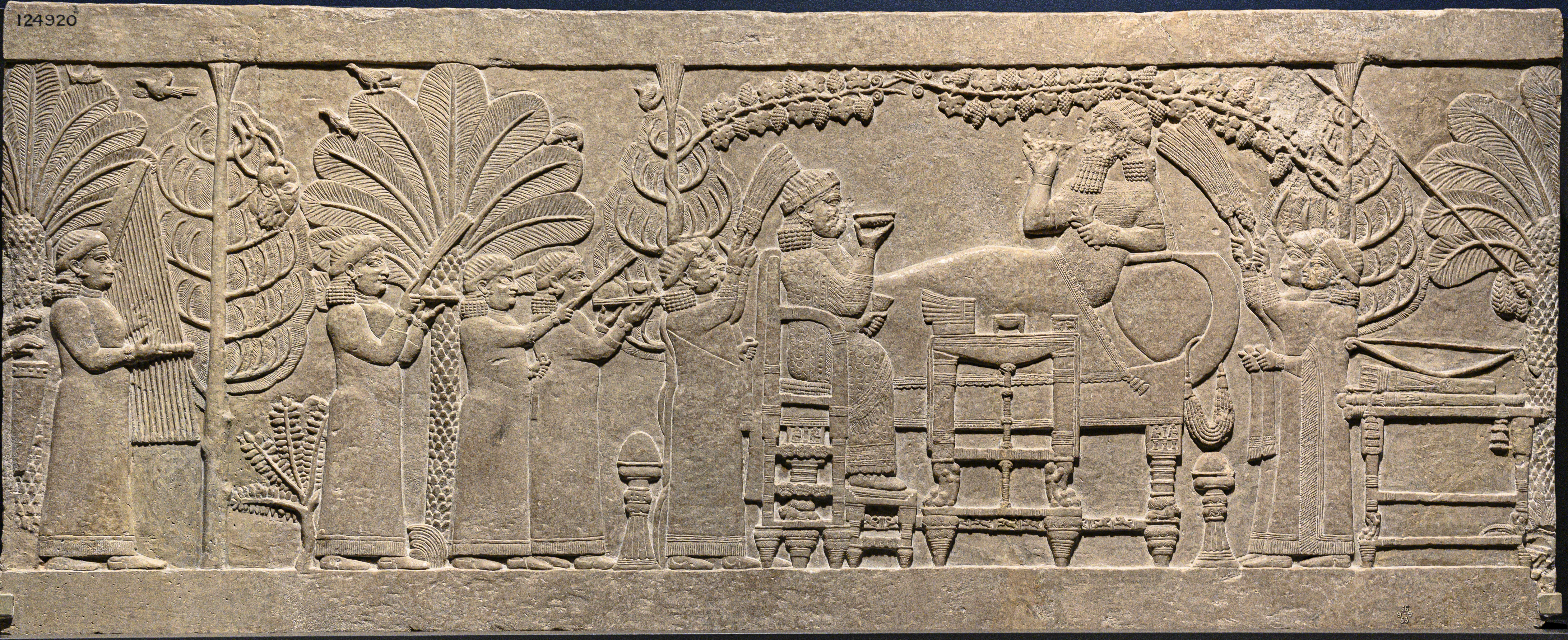
Todo o relevo da "Garden Party", mostrando o casal real e a cena ao redor

Embora muitas representações artísticas de reis e oficiais do sexo masculino sobrevivam do Império Neoassírio, poucas representações de rainhas são conhecidas. Isso não é necessariamente uma indicação de que elas não eram importantes, mas poderia ser entendido como uma medida tomada para garantir a segurança das mulheres reais; um número significativo de textos sobreviventes ilustram que os assírios acreditavam que qualquer ato negativo feito em relação a uma imagem teria efeitos prejudiciais para a pessoa retratada.
A obra de arte neoassíria mais famosa que retrata uma rainha é o relevo "Garden Party" de Assurbanípal, que retrata o rei reclinado em um sofá enquanto sua rainha, Libali-Sarrate, senta-se em frente a ele em uma cadeira alta. O casal é atendido por servos e está representando levantando suas taças em comemoração às vitórias de Assurbanípal contra os elamitas. Enquanto o relevo retrata Assurbanípal como de posição mais alta, retratando-o mais alto e maior, Libali-Sarrate também é mostrada como sendo de posição excepcionalmente alta, pois ela é intimamente afiliada ao rei e seu manto e joias, paralelamente ao do rei, evocar imagens divinas. Alguns detalhes impressionantes sobre o relevo "Garden Party" é que, enquanto Libali-Sarrate é retratada com a coroa mural, Assurbanípal está sem coroa (exceto por uma simples faixa de cabeça) e o rei está reclinado enquanto a rainha está sentada; sentar em um trono era um privilégio real. Os servos retratados na imagem também são todos do sexo feminino, ou seja, parte da equipe de Libali-Sarrate. Tomadas em conjunto, essas escolhas artísticas significam que a cena é realmente organizada em torno de Libali-Sarrate em vez de Assurbanípal; é a única imagem sobrevivente conhecida da antiga Assíria que retrata um indivíduo que não seja o rei efetivamente mantendo a corte.

## Lista de rainhas

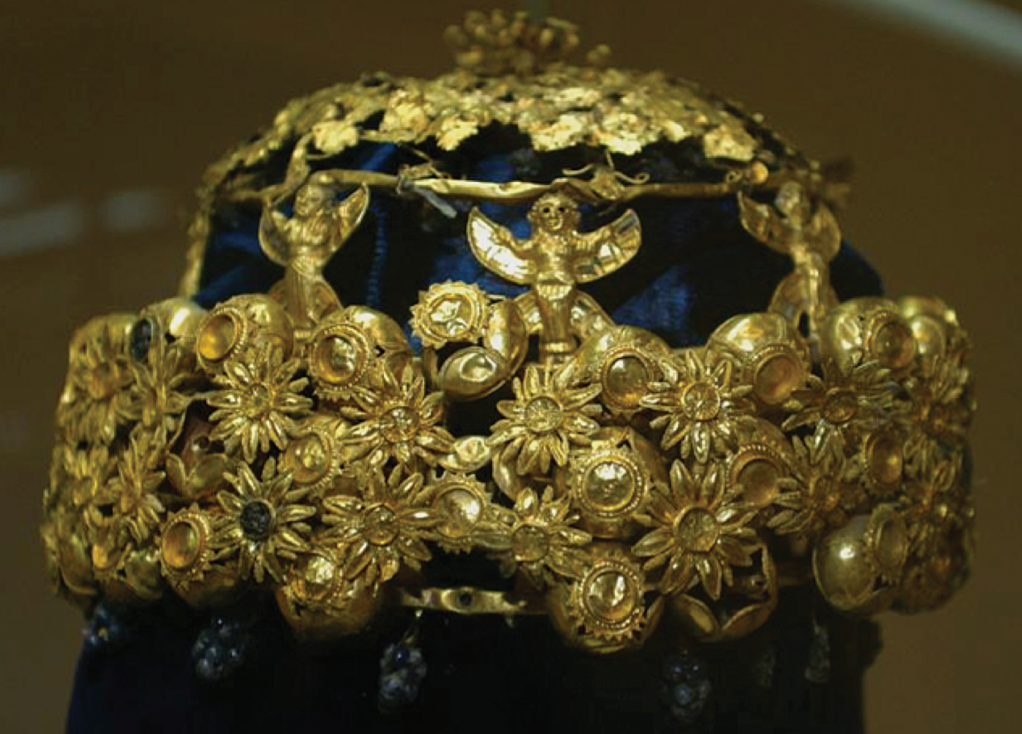
Coroa de ouro encontrada no túmulo de Hama

### Rainhas conhecidas pelo nome
- Mulissumucanixate-Ninua (Mullissu-mukannišat-Nīnua), rainha de Assurnasirpal II (r. 883–859 a.C.)[22]
- Samuramate (Sammu-rāmat), rainha de Samsiadade V (r. 824–811 a.C.)[8]
- Hama (Ḫamâ), rainha de Salmanaser IV (r. 783–773 a.C.)[19]
- Iaba (Iabâ), rainha de Tiglate-Pileser III (r. 745–727 a.C.)[34]
- Banitu[d] (Banītu), rainha de Salmanaser V (r. 727–722 a.C.)[34]
- Atalia (Atalia), rainha de Sargão II (r. 722–705 a.C.)[34][e]
- Tasmetu-Sarrate (Tašmētu-šarrat), rainha de Senaqueribe (r. 705–681 a.C.)[38]
- (?) Naquia (Naqī'a), possivelmente outra rainha de Senaqueribe[38][f]
- Esar-Hamate (Ešarra-ḫammat), rainha de Assaradão (r. 681–669 a.C.)[40]
- Libali-Sarrate (Libbali-šarrat), rainha Assurbanípal (r. 669–631 a.C.)[41]
- Ana-Tasmetum-taclaque (Ana-Tašmētum-taklāk), conhecida a partir de uma inscrição fragmentária. Rainha em algum momento após o reinado de Senaqueribe (devido a ser atestada em Nínive, tornou-se capital sob Senaqueribe). Possivelmente a mesma pessoa que uma das rainhas desconhecidas de Assuretililani ou Sinsariscum.[42]

### Rainhas não conhecidas pelo nome
- Rainha de Salmanaser III (r. 859–824 a.C.), atestada por três inscrições que mencionam uma rainha[43]
- Rainha de Adadenirari III (r. 811–783 a.C.), possivelmente atestada por algumas inscrições que mencionam uma rainha[43]
- Rainha de Assurdã III (r. 773–755 a.C.), atestada através de três inscrições mencionando uma rainha[43]
- Rainha de Assurnirari V (r. 755–745 a.C.), atestada através de cinco inscrições que mencionam uma rainha[43]
- Rainha de Assuretililani (r. 631–627 a.C.), atestada por duas inscrições que mencionam uma rainha[43]
- Rainha de Sinsariscum (r. 627–612 a.C.), atestada através de seis inscrições que mencionam uma rainha[43]